# Liste schwäbischer Adelsgeschlechter/A

## A
| Name                                                              | Stammsitz | Stand                                                        | Anmerkungen zu Geschichte und Verbreitung | Mitgliedschaft in Adelsvereinigungen, Bündnissen oder Matrikeln                                                                                         | Links zu relevanten Bildergalerien | Wappen                       |
| ----------------------------------------------------------------- | --- | ------------------------------------------------------------ | --- | --- | ---------------------------------- | ---------------------------- |
| Aalen                                                             | Aalen, möglicherweise am Burgstall Aalen                                                                                 | vermutlich ellwangische Ministerialen                        | 1136 nachgewiesen | |                                    | Neuer Siebmacher             |
| Ablach                                                            | Ablach, Ortsteil von Krauchenwies                                                                                        |                                                              | 1202 bis 1367 nachgewiesen | |                                    |                              |
| Achalm                                                            | Burg Achalm | Grafen                                                       | Stammesgenossen der Grafen von Urach, mglw. Nachkommen der Unruochinger | |                                    | Wappen der Grafen von Achalm |
| Adelmann von Adelmannsfelden                                      | Adelmannsfelden, Mitte des 14. Jahrhunderts aufgegeben Neubronn (Abtsgmünd), ab 1385/1407 Hohenstadt (Abtsgmünd) ab 1530 | Reichsritter Freiherren, 1680 Grafen, 1790                   | seit 1113 nachgewiesen, Caspar Adelmann von Adelmannsfelden | Kanton Kocher |                                    | Scheibler                    |
| Adelshofen                                                        | Adelshofen |                                                              | mglw. 1282, auf jeden Fall 1286 erwähnt bis ins 15. Jahrhundert belegt | |                                    |                              |
| Aderzhofen                                                        | Burg Aderzhofen | wohl Ministerialen der Grafen von Veringen                   | 1335 bis 1425 belegt | |                                    | Neuer Siebmacher             |
| Affalterbach                                                      | Schlössle Affalterbach                                                                                                   | Vögte, mglw. der Grafen von Löwenstein                       | 1275 bis 1401 erwähnt | |                                    | Neuer Siebmacher             |
| Ahegg                                                             | Ahegg, Teilort von Wangen im Allgäu-Deuchelried                                                                          | mglw. Ministerialen des Klosters Sankt Gallen                | erwähnt 1373, mglw. schon 1362 (Heinrich Ahegger) | |                                    | Alberti                      |
| Ahlen                                                             | Burg Ahlen | mlgw. Edelfreie                                              | 1120 bis 1280 erwähnt | |                                    |                              |
| Aich                                                              | Aichhof (Ravensburg-Schmalegg) oder Aich (Ravensburg-Eschach). Alberti vermutet Aichhof (seinereits nur Aich)            |                                                              | Zweig der Familie Otterswang-Schmalegg | |                                    |                              |
| Aich, Eich                                                        | Burg Aich (auch Burg Bonbach genannt) bei Aich (Aichtal)                                                                 |                                                              | 1109 bis 1394 erwähnt | |                                    | Alberti                      |
| Aichelberg                                                        | Aichelberg | Grafen, im 15. Jh. in den niederen Adel abgesunken           | um 1340 Ausverkauf der Herrschaft, um 1400 in Ritterstand abgefallen, bis 1500 ausgestorben                                                                                                | Leitbracken |                                    | Ingeram-Codex                |
| Aichheim, Eichen                                                  | Illereichen | Edelfreie                                                    | erwähnt 1128, im Mannesstamm erloschen 1330, Herrschaft an die Herren von Rechberg vererbt                                                                                                 | |                                    | Scheibler                    |
| Aichstetten                                                       | Burg Aichstetten | marstettische Ministerialen                                  | im 12. und 13. Jahrhundert erwähnt, jedoch nur zwei bekannte Angehörige | |                                    |                              |
| Aidlingen, Ötelingen                                              | Aidlingen | tübingische Ministerialen                                    | 1367 erwähnt mit Mechthild von Aidlingen | |                                    | Alberti                      |
| Ailingen                                                          | Ailingen | habsburgische Ministerialen                                  | nachgewiesen 1198 bis 1291 | |                                    |                              |
| Aislingen                                                         | Aislingen |                                                              | nachgewiesen 1270 | |                                    |                              |
| Aistaig                                                           | Aistaig, Ortsteil von Oberndorf am Neckar                                                                                |                                                              | nachgewiesen 1099 bis 1143 | |                                    |                              |
| Aitrach                                                           | Aitrach |                                                              | nachgewiesen im 13. Jhdt. | |                                    |                              |
| Aixheim                                                           | Burgstall Aixheim |                                                              | nachgewiesen 1086 bis 1347 | |                                    |                              |
| Albershausen                                                      | Albershausen |                                                              | | |                                    |                              |
| Albertshofen                                                      | Albertshofen (Ravensburg)                                                                                                |                                                              | nachgewiesen 1269 bis 1378 | |                                    |                              |
| Alberweiler                                                       | Alberweiler (Schemmerhofen)                                                                                              |                                                              | nachgewiesen 1229 | |                                    |                              |
| Alfingen, Ahelfingen                                              | Hohenalfingen | ellwangische und oettingische Ministerialen, Reichsritter    | im Mannesstamm erloschen 1545, Heimfall der Lehen an Fürstpropstei Ellwangen; Wasseralfingen, Westhausen                                                                                   | Leitbracken Kanton Kocher |                                    | Scheibler                    |
| Allfeld                                                           | Allfeld | Lehnsleute der Wormser Bischöfe, dann der Staufer; Edelfreie | | |                                    |                              |
| Allmendingen                                                      | Burg Allmendingen |                                                              | seit 1221 nachgewiesen | |                                    |                              |
| Ankenreute                                                        | Oberankenreute bzw. Ravensburg                                                                                           |                                                              | nachgewiesen 1270 bis 1578 | |                                    |                              |
| Altshausen-Veringen ab dem 12. Jahrhundert benannt „von Veringen“ | Altshausen ab dem 12. Jahrhundert Veringenstadt                                                                          | Grafen                                                       | Eine der begütertsten und angesehensten Dynastenfamilien des 11. und 12. Jahrhunderts im süddeutschen Raum Liste der Besitzungen Karte der Besitzungen                                     | |                                    |                              |
| Albeck, Alpeck                                                    | Burg Albeck | vermutl. staufische Ministerialen                            | möglicherweise Zweig der Herren von Stubersheim | |                                    | Wappen der Familie Albeck    |
| Ampringen                                                         | Ambringen im Breisgau | Ministerialen, Ritter                                        | Mannesstamm 1684 mit Johann Caspar von Ampringen erloschen, dann Wappen übergegangen an Freiherren von Wessenberg                                                                          | |                                    | Scheibler                    |
| Andeck                                                            | Burg Andeck | Schenken                                                     | Stammesgenossen der Schenken von Stauffenberg und der Schenken von Zell, Wappengenossen der Stauffenberger erste Erwähnung 1282, im 14. Jahrhundert Teilung in Linien Andeck und Erpfingen | |                                    | Wappen der Familie Andeck    |
| Angelach, Angelloch                                               | Waldangelloch Burg Streichenberg: 1448–1560                                                                              | Reichsritter                                                 | | Gesellschaft mit dem Esel (1439) Kanton Kocher (1564) als Inhaber von Utzmemmingen Kanton Neckar-Schwarzwald (1581) Ritterkreis Rhein (18. Jahrhundert) |                                    | Siebmacher                   |
| Anweil                                                            | Andwil SG | Ministerialen, Reichsritter                                  | seit 16. Jh. in württembergischen Diensten, Schlossgut Mötzingen (N-Schw) | Kanton Neckar-Schwarzwald (bis 1663) |                                    | Siebmacher                   |
| Äpfingen                                                          | Äpfingen | mglw. Ministerialen der Grafen von Grüningen-Landau          | 1127 bis 1299 erwähnt | |                                    |                              |
| Asch                                                              | Asch am Lech | Herren                                                       | Stammsitz bereits um 1400 in anderen Händen; Wappen ging (wann?) an die niederbayerische Familie von Asch über                                                                             | Leitbracken |                                    | Scheibler                    |
| Aspach                                                            | Bürgle in Aspach (bei Backnang)                                                                                          | Ritter                                                       | 1269 mit Ritter Heinrich von Aspach (Heinricus miles de Aspach) erwähnt | |                                    |                              |